# Giovanni L'Eltore
Giovanni L'Eltore (La Spezia, 22 novembre 1903 – 23 novembre 1984) è stato un politico e chirurgo italiano.

## Biografia
Nacque La Spezia il 22 novembre 1903.
Laureatosi in medicina e chirurgia, fu professore di Statistica sanitaria e Statistica sanitaria comparata delle razze negli anni '40 presso l'Università degli Studi di Roma "La Sapienza".
Alle elezioni amministrative del 1952 risultò eletto col Partito Socialista Democratico Italiano (PSDI) al consiglio comunale di Roma, divenendo assessore effettivo il 3 luglio 1952 nella giunta di Salvatore Rebecchini. Sempre col PSDI fu eletto alla Camera dei deputati alle elezioni politiche del 1953 e servì per l'intera II legislatura. Al consiglio comunale di Roma fu rieletto nel 1956 sempre col PSDI, divenendo assessore nelle giunte di Umberto Tupini ed Urbano Cioccetti, e fu espulso dal PSDI nel 1958 per esser rimasto nella giunta Cioccetti nonostante l'indicazione della direzione del partito di lasciare l'incarico. Unitosi alla Democrazia Cristiana fu rieletto al consiglio comunale nel 1960 e nel 1962, rimanendo assessore nelle giunte di Glauco Della Porta ed Amerigo Petrucci, oltre che nel 1968.
È stato segretario generale della Federazione Italiana Malattie Polmonari.